# Grotte Favot
La grotte Favot est située dans les gorges de la Bourne dans le massif du Vercors. La cavité s'ouvre à 880 m d'altitude au pied d'une falaise. Elle est une des anciennes exsurgences du val d' Autrans-Méaudre en Vercors et la grotte est considérée par de nombreux spéléologues comme une très belle grotte d'initiation.

## Historique
La grotte est connue depuis longtemps. Elle est vue par Oscar Decombaz le 28 mars 1897. Decombaz accompagné de Flusin, le 8 aout 1897, descendent le grand scialet. Depuis, différentes tentatives de désobstructions n'ont pas donné de résultats notables.

## Description

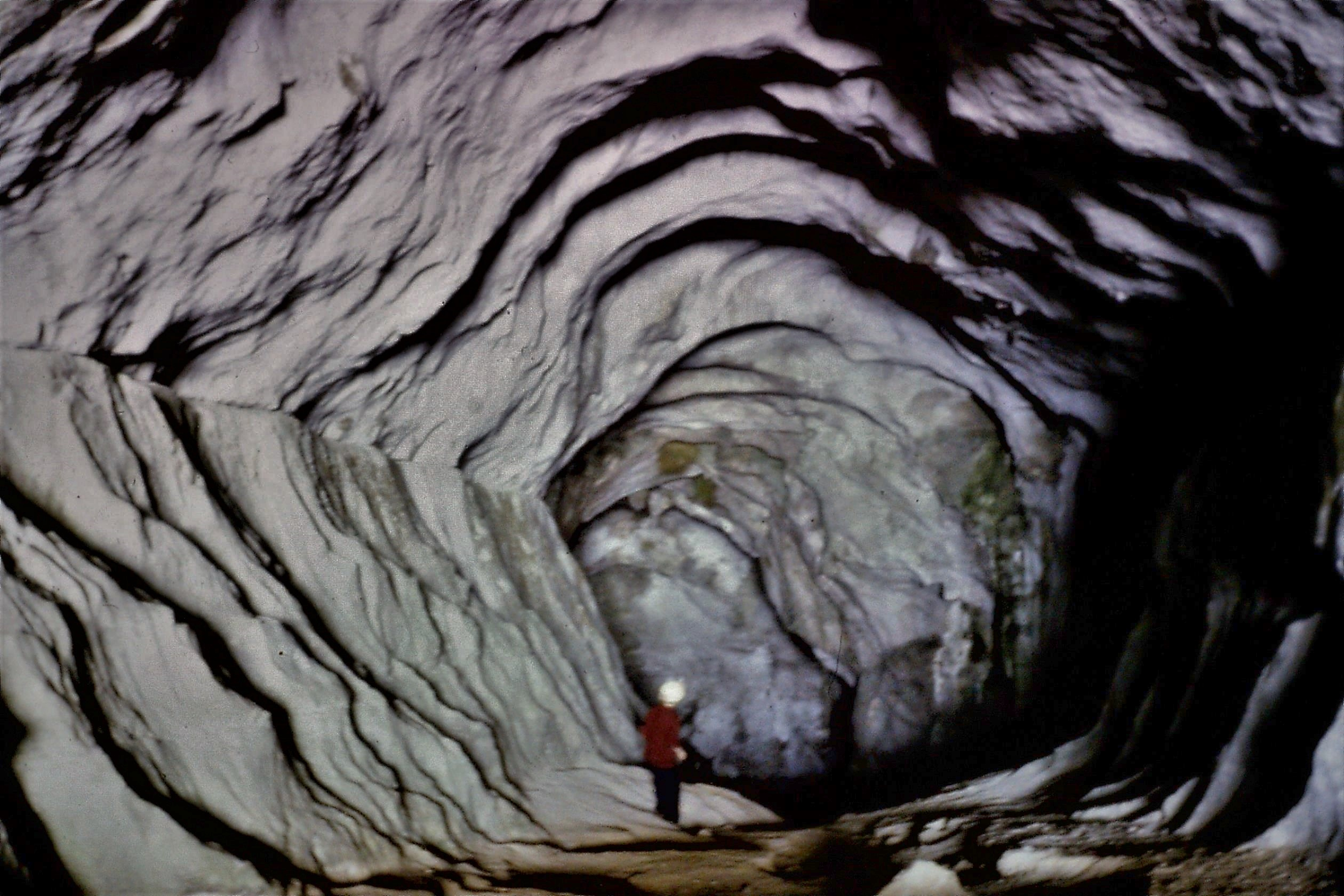
Le grand tunnel : conduite forcée "vauclusienne".

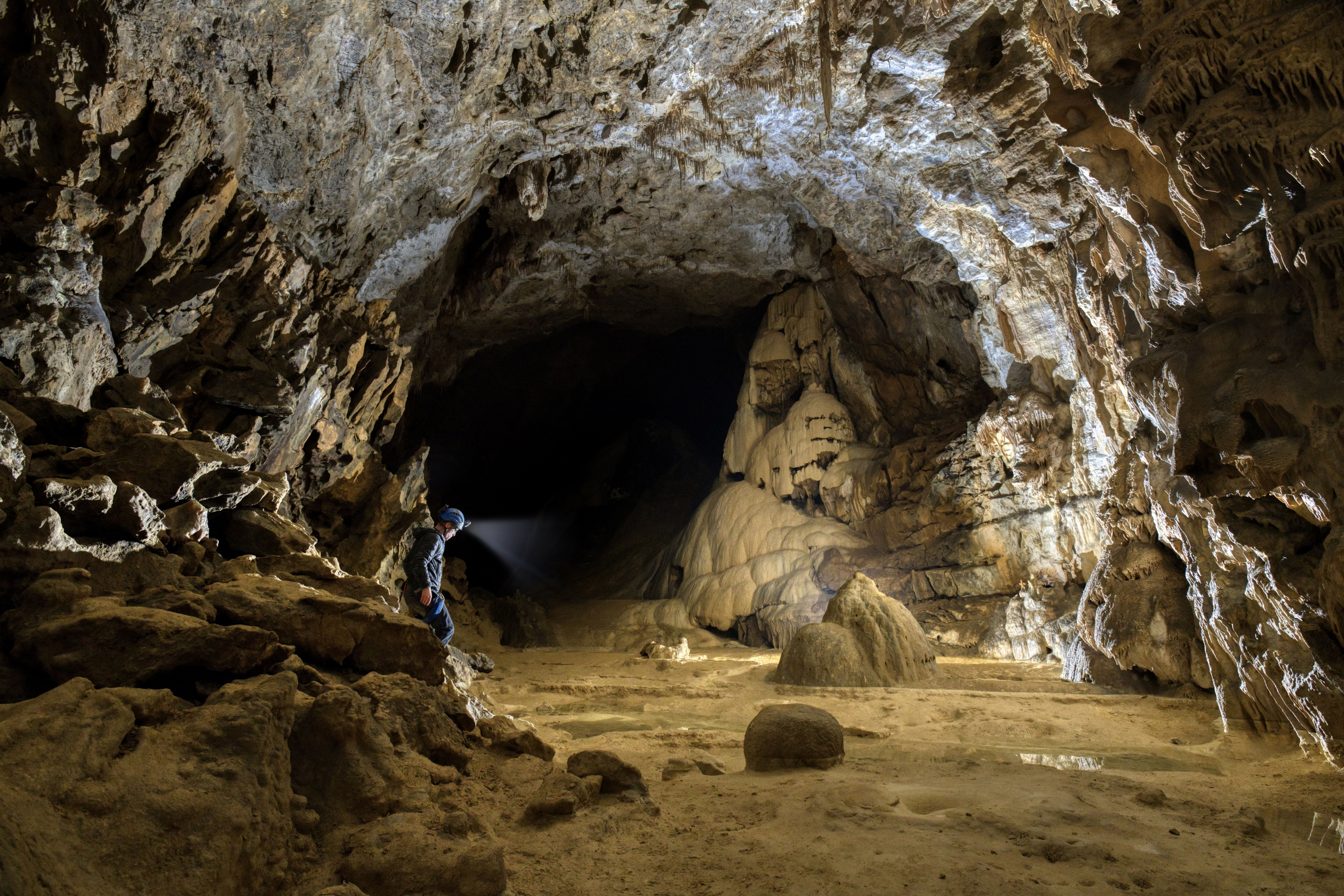
Galerie des Lacs

Un grand porche précède une galerie basse débouchant sur la falaise. Le grand tunnel, belle conduite forcée, plonge à 30 degrés en suivant les strates. Le prolongement de cette galerie est constitué de salles et de grandes galeries. A  −70 mètres un puits (le grand scialet) descend jusqu'à la profondeur de 118 mètres. Une galerie annexe amène à la Fosse aux ours, qui recèle des restes d'ossements d'Ursus spelaeus. Le développement total est de 850 mètrestopographiés en juin 2013.

## Géologie
La cavité se développe dans le calcaire urgonien. La grotte Favot est la source vauclusienne du synclinal d'Autrans-Méaudre. L'exurgence actuelle se situe deux cents mètres plus bas dans le lit de la Bourne en aval du pont de Goule Noire. La datation d'une concrétion remonte à 310 000 ans permettant de situer le creusement de la cavité avant le début du Riss.